# Pavillon de la Reine
Pavillon de la Reine (Královnin pavilon) je městský palác v Paříži. Nachází se v historické čtvrti Marais na náměstí Place des Vosges. Palác je v soukromém vlastnictví a slouží jako hotel.

## Umístění
Pavillon de la Reine má číslo 28 na náměstí Place des Vosges stejně jako sousedící Hôtel d'Espinoy. Nachází se uprostřed severní strany náměstí ve 3. obvodu jako protiváha k Pavillonu du Roi. Pasáž procházející přízemím spojuje náměstí a ulici Rue de Béarn.

## Historie
Palác nesloužil navzdory svému názvu k ubytování francouzských královen. Roku 1608 získal notář a královský sekretář Jean de Moisset stavební parcelu, na které jej nechal vystavět. 1614 Moisset pronajal palác Henrimu de Rohan. V letech 1654–1657 dům vlastnil Antoine d'Aumont de Rochebaron, roku 1658 jej koupil pokladník Nicolas Jeannin de Castille a po něm získal dům syn Gaspard. Od něj koupila palác Jeanne Pélagie de Rohan-Chabot, princezna d'Épinoy, která nechala roku 1683 přistavět balkón. 1763 získal palác královský sekretář Pierre-Nicolas Caulet d'Hauteville, který provedl stavební úpravy. V roce 1931 byly přístavby v zadním traktu zbořeny a místo nich vystavěny garáže. V letech 1982–1984 byl dům upraven na hotel.
Palác je od roku 1984 chráněn jako historická památka.